# Kaptajn Carlsens kamp for "Flying Enterprise"
Kaptajn Carlsens kamp for "Flying Enterprise" er en dansk ugerevy fra 1952, der rapporterer om den danske kaptajn Kurt Carlsens forgæves forsøg på at redde skibet Flying Enterprise.

## Handling
Den danskfødte kaptajn Kurt Carlsen blev verdensberømt, da han ene mand under stor mediedækning forgæves kæmpede for at holde sit skib Flying Enterprise oppe, efter at det den 27. december 1951 var ramlet ind i en orkan med en styrke på 47 meter pr sekund. Dagen efter, ca. 300 sømil fra England, opdagede man begyndende revner i skibets skrog. Nærliggende skibe, bl.a. fra den amerikanske flåde, kom til undsætning, og besætning og passagerer blev evakueret - men kaptajnen nægtede at forlade skibet. Efter 13 dages kamp var det slut. Skibet sank endeligt den 10. januar 1952.
Gennem årene er der blevet gisnet om skibets last og kaptajn Carlsens motiver for ikke at forlade skibet. Da skibet blev bjerget i 1960 blev lasten hemmeligholdt. Siden er det kommet frem, at skibets hemmelige last var stoffet Zirconium. Det skulle bruges til reaktoren i den første atomdrevne ubåd USS Nautilus (SSN-571).[kilde mangler]